# Claudio Bermúdez
Claudio Marcelo Bermúdez Cassani (Ciudad de México, México, 31 de diciembre de 1971) es un cantante mexicano, se dio a conocer a finales del año 1989 cuando se integró al grupo Timbiriche, reemplazando a Eduardo Capetillo quien había dejado el grupo algunos meses atrás. Dentro del grupo Timbiriche compartió el escenario junto a Diego Schoening, Erik Rubín, Paulina Rubio, Thalía, Edith Márquez, Bibi Gaytán, Patty Tanúz y Silvia Campos. En 1990, Claudio grabó junto a sus compañeros el disco titulado Timbiriche 10, del cual Claudio interpreta en voz principal el tema "Eres un milagro".

## Carrera musical
Claudio se daría a conocer definitivamente en 1990 al presentar junto al grupo Timbiriche el disco Timbiriche 10, donde sustituyó a Eduardo Capetillo al ser seleccionado entre más de 1,500 jóvenes. El álbum obtiene gran éxito, llevando a Claudio y a sus compañeros a presentarse en diferentes programas de televisión como Siempre en Domingo, entre otros, además de realizar una gira con duración de dos años por el país así como en países de Centroamérica y Sudamérica. La salida inesperada de Claudio obedece al cambio de concepto del grupo Timbiriche y en 1991, Claudio sale del grupo, junto a otros 4 de sus compañeros. En 1994 Claudio lanza su primer álbum como solista titulado "Como aire fresco" que incluía 10 temas de su autoría y con el cual logró ganar disco de oro por sus más de 150,000 copias vendidas. Este disco fue producido por Rafael Pérez Botija, quién por primera vez produce un talento mexicano con una carrera relativamente temprana, el cual tendría gran éxito entre el público internacional y lo llevaría a ganar en 1995 el premio de la revista "Eres" como el mejor cantante revelación de 1994 y el premio ASCAP como compositor en los Estados Unidos. A causa de su talento como compositor, artistas de la talla de Paulina Rubio, Edith Márquez, Carlos Rivera, Ragazzi, Nicho Hinojosa, entre otros, comenzaron a grabar temas inéditos del talentoso compositor. Las canciones de Claudio ocuparon el primer lugar de popularidad en la lista Billboard de Estados Unidos y fueron temas estelares de las telenovelas venezolanas Como tú ninguna y María Celeste. Años más adelante se convierte en productor trabajando para Columbia Pictures, dirigiendo, arreglando, grabando y mezclando el tema estelar de la película Open Season, el cual fue interpretado por Reyli Barba.
Ha incursionado en el séptimo arte, una de sus más grandes pasiones, realizando filmaciones para corporativos, videoclips para artistas, eventos entre otros, todo en formato cinematográfico; para lo cual se ha preparado tomando cursos de producción ejecutiva para series de televisión, a la par que estudió guion cinematográfico con importantes maestros de renombre y productores profesionales, ya que dentro de los proyectos de este noble artista, se encuentra el dirigir historias cinematográficas, donde podremos escuchar por supuesto música de su inspiración.  Paralelamente estudió literatura en cursos de creación poética y está por lanzar su sexto libro con temas espirituales, los cuales se encuentran a la venta en sus conferencias personales. Está por lanzar al mercado su primer libro como escritor titulado "Una Canción del Espíritu", como parte de su carrera como conferencista y escritor, libro en el cual relata principios absolutos para encontrar identidad, destino y propósito en la vida. Este libro vendrá acompañado de álbum musical titulado "Vida", que contiene 10 canciones de su autoría, mismo que es producido, dirigido, arreglado y mezclado por el mismo. Entre otras cosas en su libro desmiente los falsos rumores acerca de su adicción a las drogas y nos comparte parte de su vida y paso por la agrupación Timbiriche.

## Discografía

### Con Timbiriche
- 1990: Timbiriche 10

### Como solista
- 1994: Como aire fresco
- 2001: Estoy contigo
- 2007: Claudio Bermúdez
- 2011: Vida

## Programas de televisión
- Disco de oro (2007) - Concursante
- Entrega de los Premios Eres (1995) - Invitado ganador
- En Vivo (1994) - Invitado
- Como tú ninguna (1994) - Tema central ("Ven junto a mí")
- Sábado Gigante (1994) - Invitado a cantar y entrevista
- La movida (1991) - Invitado
- Siempre en Domingo (1989-1995) - Invitado

## Premios

### Premio ASCAP
| Año  | Categoría                        | Resultado |
| ---- | -------------------------------- | --------- |
| 1995 | Mejor canción ("Ven junto a mí") | Ganador   |

### Premios Eres
| Año  | Categoría                 | Resultado |
| ---- | ------------------------- | --------- |
| 1995 | Mejor cantante revelación | Ganador   |

- Datos: Q5129325